# Строківська сільська рада (Попільнянський район)
Строківська сільська рада — колишня адміністративно-територіальна одиниця та орган місцевого самоврядування у Попільнянському районі Білоцерківської округи, Київської й Житомирської областей Української РСР та України з адміністративним центром у c. Строків.

## Населені пункти
Сільській раді підпорядковані населені пункти:
- с. Строків

## Населення
Відповідно до результатів перепису населення СРСР, кількість населення ради станом на 12 січня 1989 року становила 726 осіб.
Станом на 5 грудня 2001 року, відповідно до перепису населення України, кількість мешканців сільської ради становила 655 осіб.

## Склад ради
Рада складається з 15 депутатів та голови.

### Керівний склад сільської ради
| ПІБ                               | Основні відомості                                                 | Дата обрання | Дата звільнення |
| --------------------------------- | ----------------------------------------------------------------- | ------------ | --------------- |
| Корнійчук Володимир Володимирович | Сільський голова, 1959 року народження, освіта, безпартійний      | 26.03.2006   | 31.10.2010      |
| Корнійчук Володимир Володимирович | Сільський голова, 1959 року народження, освіта вища, безпартійний | 31.10.2010   |                 |

Примітка: таблиця складена за даними джерела

## Історія
Створена 1923 року в с. Строків Чубинецької волості Сквирського повіту Київської губернії. 7 березня 1923 року включена до складу новоутвореного Попільнянського району Білоцерківської округи.
Станом на 1 вересня 1946 року та 1 січня 1972 року сільська рада входила до складу Попільнянського району Житомирської області, на обліку в раді перебувало с. Строків.
Виключена з облікових даних 29 грудня 2016 року. Територію та населені пункти ради приєднано до складу новоутвореної Попільнянської селищної територіальної громади Попільнянського району Житомирської області.